# Rhododendron pleianthum
Rhododendron pleianthum är en ljungväxtart som beskrevs av Herman Otto Sleumer. Rhododendron pleianthum ingår i släktet rododendron, och familjen ljungväxter. Inga underarter finns listade i Catalogue of Life.